# Барбыкум
Барбыкум (каз. Барбықұм) — песчаный массив в южной части Торгайского плато, в нижнем течении реки Иргиз, на территории Иргизского района Актобинской области Республики Казахстан. Площадь 75 км², абсолютная высота 100 м, протяженность 55 км, ширина 7 км. Произрастающие здесь степные сухостойкие кустарники и травы (джузгун, тамариск, гребенчатый пырей) позволяют местному населению использовать пустоши Барбыкума как круглогодичное пастбище.